# جوليان وليامز (ملاكم)
جوليان وليامز (بالإنجليزية: Julian Williams)‏ مواليد 5 أبريل 1990 في فيلادلفيا، هو ملاكم محترف أمريكي مسلم،
```
يصنف ضمن فئة 
الوزن المتوسط
.
[
3
]
```

## المسيرة الاحترافية
من نزالاته:
- انتصر على يواكيم ألسني (22-06-2013).

## إحصائيات
خاض خلال مسيرته 24 نزالا، فاز في 22 وتعادل في 1 ولم يخسر. فاز بالضربة القاضية في 14 نزالا.

## روابط خارجية
- جوليان وليامز على موقع بوكس ريك (الإنجليزية) (registration required)